# Juliana Larena y Fenollé
Juliana Josefa Benita Larena Fenollé, más conocida como Juliana Larena Fenollé (Ejea de los Caballeros; 16 de febrero de 1790-Zaragoza; 1835), fue una heroína de los Sitios de Zaragoza.

## Biografía
Muy joven se trasladó a Zaragoza, donde a los 18 años le sorprenden los Sitios napoleónicos.
En el primer sitio actuó como enfermera atendiendo a los heridos en primera línea y concurrió personalmente a la defensa del reducto de El Pilar, uno de los lugares de mayor peligro del segundo sitio.
El general Palafox le concedió el 30 de septiembre de 1808 el Escudo de Distinción «por su valor y bondad», con una asignación vitalicia de cuatro reales diarios, y Fernando VII confirmó esa gracia el 25 de octubre de 1814.
Retirada a Ejea de los Caballeros, casó el 10 de mayo de 1819 con Juan Toral, militar natural de Úbeda.
En el Archivo Parroquial consta que residió en su localidad natal hasta 1822. Murió en Zaragoza, víctima del cólera, en 1835.
En el centenario de los Sitios de Zaragoza, y al igual que en la capital maña, se le dedica una calle en Ejea de los Caballeros.